# 布里奇克里克鎮區 (阿肯色州沃希托縣)
布里奇克里克鎮區（英語：Bridge Creek Township）是位於美國阿肯色州沃希托縣的一個行政鎮區。

## 地方資料
布里奇克里克鎮區的面積為116.95平方千米，當中陸地面積為116.95平方千米，而水域面積為0.00平方千米。根據2010年美國人口普查的數據，當地共有人口639人，而人口密度為每平方千米5.46人。